# 普拉特山 (米特西爾)
47°15′27″N 12°27′48″E / 47.25750°N 12.46333°E

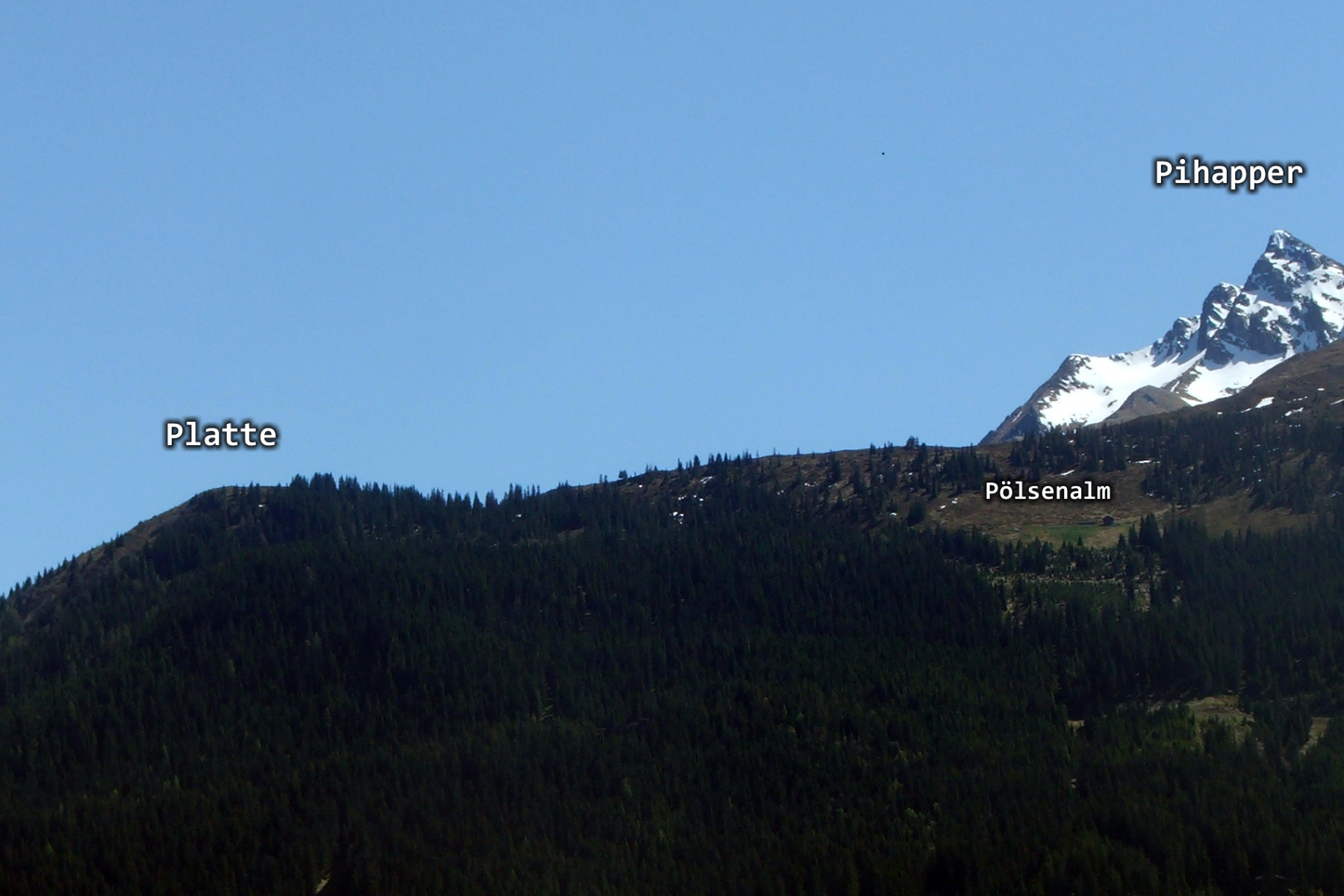

普拉特山（德語：Platte），是奧地利的山峰，位於該國中部，由薩爾茨堡州負責管轄，屬於維內迪傑山脈的一部分，距離皮哈珀山0.3公里，處於米特西爾，海拔高度1,787米。